# Giovanni Battista Guadagnini
Giovanni Battista Guadagnini (Bilegno di Borgonovo Val Tidone, 23 giugno 1711 – Torino, 18 settembre 1786) è stato un liutaio italiano, uno dei più grandi nella storia.

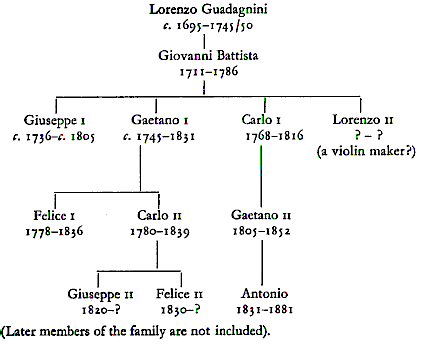
Albero genealogico

Dei suoi violini si parlò spesso come degli "Stradivari dei poveri", alludendo al lavoro di Antonio Stradivari, considerato generalmente come il più grande maestro liutaio di tutti i tempi. Guadagnini ha fatto violini (così come viole, violoncelli e probabilmente altri strumenti ad arco) dal 1729 circa, fino alla morte, anche se i suoi primi strumenti databili risalgono al 1742-1743.

## Vita
La sua attività si suddivide in quattro periodi principali, che corrispondono alle quattro città italiane in cui ha vissuto e lavorato: Piacenza (1716-1749), Milano (1749-1758), Parma (1758-1771) e Torino. Se a Piacenza il suo apprendistato e i suoi primi strumenti dovettero accontentare una piccola clientela, il trasferimento a Milano lo mise a contatto con altri liutai, senza che la competizione nuocesse al lavoro, ed egli trovò sollievo dopo periodi difficili connessi alle conseguenze delle guerre di successione austro-spagnole (assedio di Piacenza, morte delle prime due mogli).
Grazie all'amicizia con i fratelli Paolo e Carlo Ferrari, rispettivamente violinista e violoncellista di prestigio (specialmente Carlo), sfruttò la possibilità di trasferirsi a Parma, dove il nuovo regime illuminato, instaurato dal duca Filippo di Borbone e dal suo ministro Guillaume du Tillot, creò uno spazio di mercato appetibilissimo per Giovanni Battista e significò protezione commerciale sul suo lavoro. Inoltre, la presenza di un'orchestra di corte e di una buona attività musicale creava condizioni di lavoro ottimali per il liutaio, nonostante l'ampliarsi continuo della sua famiglia. Solo dopo il lento declino di du Tillot, seguito alla morte del duca Don Filippo e all'episodio della cacciata dei Gesuiti da Parma, Guadagnini vaglia la possibilità di trasferirsi altrove, individuando in Torino una piazza interessante.
Qui entra alle dipendenze del conte Ignazio Alessandro Cozio di Salabue, appassionato di strumenti e grande mecenate e commerciante, che sfrutterà il lavoro di Guadagnini sia come produttore di strumenti originali, sia come mediatore per l'acquisto di strumenti storici importanti (specie dalla dismessa bottega del defunto Antonio Stradivari a Cremona), sia infine come esperto e restauratore. La collaborazione con Cozio si scioglierà intorno al 1777; in seguito, Guadagnini lavorerà per il conte solo occasionalmente.

## Produzione
Particolarità di Guadagnini fu quella di vantare, da un certo punto in poi (intorno a metà secolo), la propria nascita come cremonese: questo gli permise a lungo di imporsi come ultimo erede della mitica scuola della città di Stradivari e forse di alludere ad un discepolato stradivariano, che non è mai esistito, in ogni caso con vantaggio per la sua immagine ed i suoi affari. I suoi strumenti rappresentano, comunque, una delle vette più alte della liuteria italiana post-stradivariana, essendo di ottima fattura in tutte le componenti e di eccellenti proporzioni formali e qualità sonora.
Gli strumenti dell'ultimo periodo sono generalmente considerati i migliori e hanno raggiunto quotazioni di vendita intorno al milione di dollari.
Il figlio Giuseppe e altri membri della famiglia di Guadagnini continuarono a costruire violini per parecchie generazioni; di questi, Lorenzo è considerato il migliore (dopo Giovanni Battista), seguito da Giuseppe.

## Musicisti possessori di strumenti creati da Guadagnini
- Violinisti
  - Bernardo V. Moreira de Sá possedette un Guadagnini del 1767 circa, oggi proprietà della Fundação Calouste Gulbenkian (alla quale fu venduto dal figlio Fernando Moreira de Sá).
  - Willy Hess fu il possessore di un Guadagnini databile agli anni 1740.
  - Leōnidas Kavakos ha posseduto un Guadagnini del 1782.
  - Vanessa Mae suona un Guadagnini del 1761.
  - Francesco Manara suona il violino Ex-Buckemburg del 1783.
  - Julia Fischer, violinista tedesca, suona un Guadagnini del 1750.
  - Viktoria Mullova suona un Guadagnini del 1750.
  - David Garrett suonava un Guadagnini del 1772; dopo un'esibizione presso il Barbican Centre di Londra, nel periodo di Natale del 2007, vi è caduto sopra, danneggiandolo gravemente.
  - Cristiano Gualco de Il Quartetto di Cremona suona un violino Cremonensis, Torino 1767, messo a disposizione dal Kulturfond Peter Eckes[1].
  - Wanda Luzzato fu proprietaria e suonò sempre un Guadagnini del 1769.
  - Jack Liebeck suona il violino Ex-Wilhelmj del 1785.

- Violisti
  - Vladimír Bukač, violista del Quartetto Talich e professore di viola al conservatorio di Dresda, suona una viola del 1775.

- Violoncellisti
  - Sol Gabetta suona un violoncello del 1759, affidatole dalla Fondazione Rahn.